# Антибританское восстание в Ираке

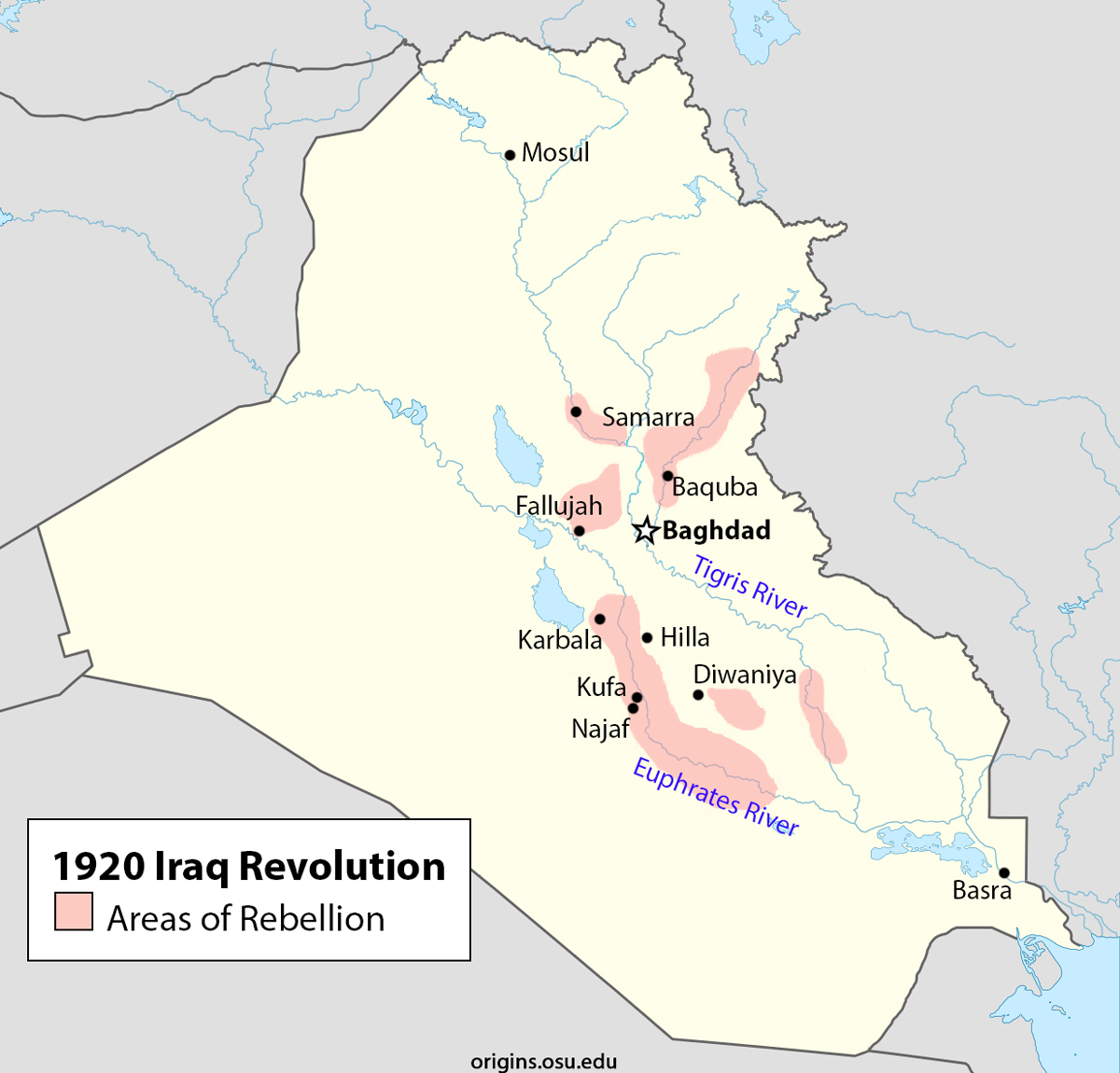
Территория, охваченная иракским восстанием

Антианглийское восстание в Ираке (Иракское восстание 1920) — антианглийское восстание в июне — октябре 1920 года. Охватило большую часть территории Ирака. Главная сила — крестьянство, возглавлялось шейхами племен и шиитскими богословами. На освобожденной территории создавались органы революционной власти. Повстанцы протестовали против английского правления и требовали создания независимого арабского государства. Несмотря на поражение, Иракское восстание вынудило Англию отказаться от прямого колониального государства в Ираке. Осенью 1920 года восстание было в целом подавлено англичанами, однако им пришлось пересмотреть принципы своего правления в Ираке.

## Предыстория
После Первой мировой войны было решено, что Лига наций выдаст ряду держав мандаты на управление некоторыми территориями разгромленных Центральных держав. Считалось, что развитые европейские державы постепенно подготовят эти территории к существованию в качестве независимых государств. Однако жители бывших провинций Османской империи опасались, что мандатная система — это просто новая маска европейского империализма.
В соответствии с решением конференции в Сан-Ремо 25 апреля 1920 года, Великобритания должна была получить мандат на управление Месопотамией. Ещё во время войны англичане заменили большинство османских чиновников на британцев, и жители Месопотамии стали опасаться, что их постепенно готовят к включению в состав Британской империи. Один из шиитских лидеров, аятолла Мухаммад Таки аль-Ширази, издал фетву, в которой объявил работу на британскую администрацию противоречащей исламским законам. Вводимые англичанами порядки привели к росту недовольства среди местного населения. Шиитские улемы и вожди местных племён обсуждали на своих встречах возможности мирного протеста, однако не исключали и возможности насильственных действий в случае, если мирные протесты ни к чему не приведут.

## Восстание
Май 1920 года ознаменовался совместными массовыми выступлениями шиитов и суннитов в Багдаде. На одном из крупных митингов были выбраны 15 представителей, уполномоченных обсуждать с британскими властями вопрос о независимости Ирака, однако британский Комиссар по гражданским делам сэр Арнольд Вильсон отмёл их требования как «непрактичные».
Вооружённые выступления против англичан начались в конце июня 1920 года. Аятолла аль-Ширази издал фетву, которая вдохновила повстанцев. Надеясь пресечь восстание в зародыше, англичане арестовали вождя племени Завалим, однако вооружённые члены племени взяли штурмом тюрьму и освободили вождя. Воспользовавшись неготовностью британских гарнизонов, повстанцы к концу июля взяли под контроль район среднего Евфрата. Этот успех воодушевил людей в соседних регионах, и восстание распространилось в низовья Евфрата и район Багдада.
Для подавления восстания британский военный министр Уинстон Черчилль санкционировал немедленную переброску подкреплений из Ирана, включая две эскадрильи КВВС. Использование авиации склонило чашу весов на сторону англичан и сыграло большую роль в подавлении восстания. Также англичане смогли склонить на свою сторону ряд вождей племён. Повстанцы постепенно лишались ресурсов, в то время как силы их врагов росли. Восстание завершилось в октябре 1920 года, когда повстанцы потеряли Кербелу и Ан-Наджаф.

## Итоги
Во время восстания погибло около 6.000 иракцев и 500 английских и индийских солдат. Подавление восстания обошлось британским властям в 40 миллионов фунтов стерлингов, что вдвое превысило запланированный для Месопотамии годовой бюджет. Это послужило серьёзным аргументом для пересмотра английской стратегии. Уинстон Черчилль, ставший новым Государственным секретарём по делам колоний, принял решение о том, что для Ближнего Востока нужна новая колониальная администрация, и созвал в марте 1921 года в Каире конференцию английских верховных комиссаров на Ближнем Востоке. На конференции было решено, что в Месопотамии нужно перейти от прямого управления к непрямому, создав местное правительство из лояльных к Великобритании людей.
В июле 1921 года было провозглашено королевство Ирак во главе с королём Фейсалом.